# روز جهانی کتاب
روز جهانی کتاب یک رویداد سالانه است که در ۲۳ آوریل، برگزار می‌شود. این روز توسط یونسکو نامگذاری شده‌است. در سال ۱۹۹۵ یونسکو تصمیم گرفت که روز جهانی کتاب و حق نشر در این روز جشن گرفته شود. این روز همچنین مصادف با سالگرد در گذشت ویلیام شکسپیر و سروانتس است.
ایده اعلام این روز به عنوان روز جهانی کتاب و حق مؤلف اولین بار در کاتالونیا نشأت گرفت. آنجا در روز ۲۳ آوریل، روز سن ژورژ، به ازای هر کتاب که فروخته می‌شود یک شاخه گل رز، به خریدار کتاب هدیه داده می‌شود. موفقیت روز جهانی کتاب براستی بیش از هر چیز، به حمایت کلیه گروه‌های ذی‌نفع از این روز بستگی دارد. این گروه‌ها عبارت‌اند از: نویسندگان، ناشران، معلمان، کتابداران، مؤسسات خصوصی و دولتی، سازمان‌های غیردولتی بشردوستانه و رسانه‌های عمومی. بسیج و دور هم جمع‌کردن گروه‌های ذی‌نفع در هر کشور، از مسئولیت‌های کمیسیون‌های ملی یونسکو، کلوپ‌های یونسکو، مراکز و انجمن‌ها، کتابخانه‌ها و مدارس مرتبط با یونسکو و تمام کسانی است که مایل‌اند در این روز جهانی بزرگداشت کتاب‌ها و نویسنده‌ها، با هم و در کنار هم فعالیت کنند.

## روز جهانی کتاب کودک

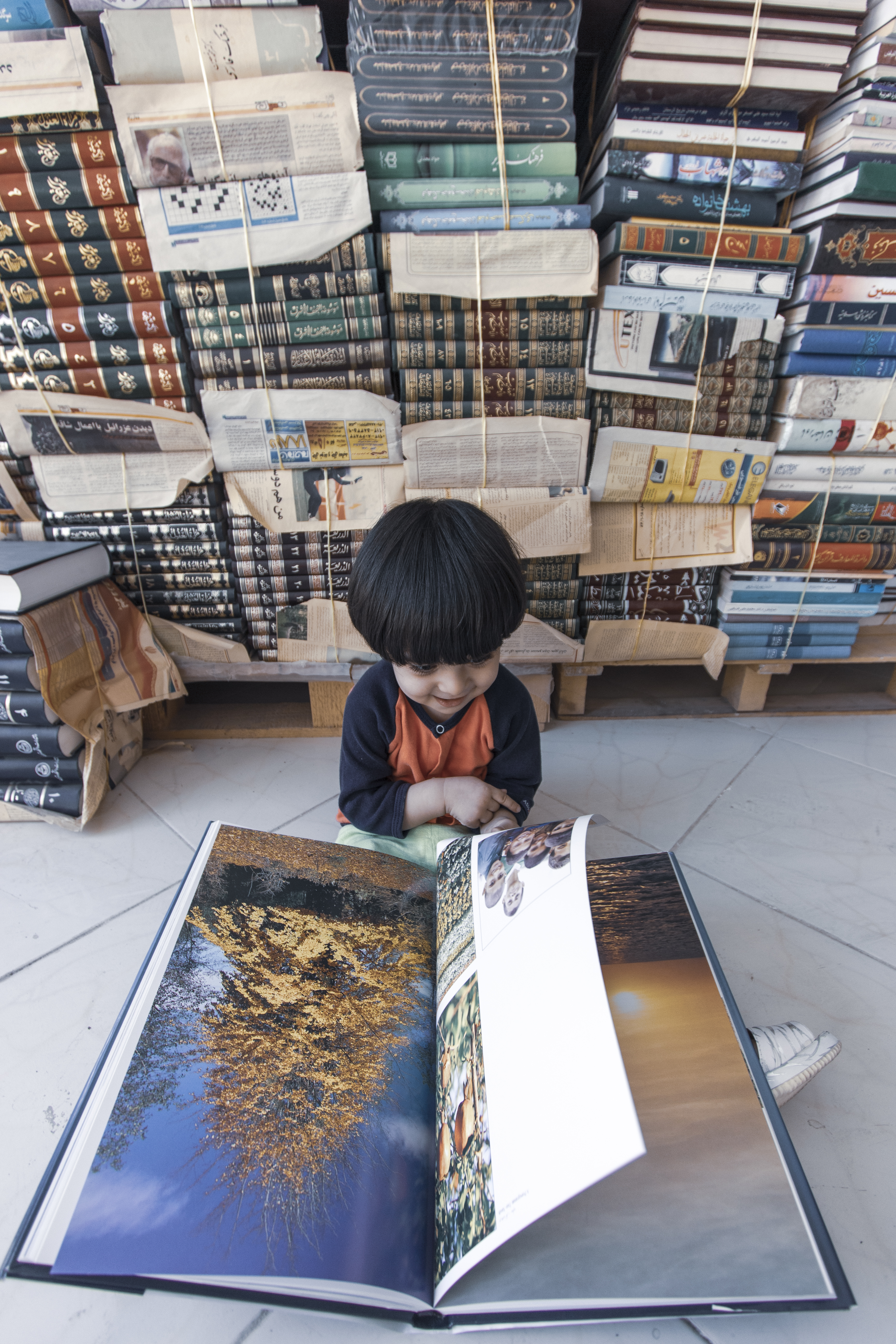
کودکی در حال ورق زدن یک کتاب عکس

روز جهانی کتاب کودک ۲ آوریل (برابر با ۱۴ فروردین) به افتخار زادروز هانس کریستین اندرسن، نویسنده داستان‌های کودکان نامگذاری شده‌است.

## پیام خانم ایرینا بوکووا مدیرکل یونسکو به مناسبت روز جهانی کتاب در ۲۳ آوریل ۲۰۱۰
امسال، پانزدهمین سالروز جهانی کتاب و حق مؤلف را در چارچوب سال بین‌المللی نزدیکی فرهنگ‌ها (۲۰۱۰) گرامی می‌داریم. امروز فرصتی فراهم می‌آید تا نقش کتاب را در دنیایی که مدام در حال تغییر و تحول است بررسی نماییم.
تصمیم‌گیران و سیاست‌گذاران، ناشران، آموزگاران، مربیان و جامعه مدنی به‌طور کلی لازم است بار دیگر راه‌های مؤثر ترویج یگانه ابزار بدون جایگزین برای کسب علم و دانش را – یعنی کتاب -بررسی کنند.
کتاب‌ها، اطلاعات ما را از دیگران و از جهان‌بینی آنان افزایش می‌دهد و به این ترتیب درک ما را از جهان هستی ارتقا می‌بخشد. علاوه بر این، کتاب‌ها فرصت‌هایی برای پیشرفت در تمام سنین، به‌ویژه برای جوانان فراهم می‌کند.
آنگاه که کتابی را گرامی می‌داریم، به یاد داشته باشیم که هنوز ۷۵۹ میلیون نفر در سراسر جهان از نعمت خواندن و نوشتن محروم‌اند و بدانیم که دو سوم این تعداد را زنان تشکیل می‌دهند. آزادی خواندن، یادگیری، دسترسی به فرهنگ‌های ناآشنا و یافته‌های پژوهشی، بدون تردید از حقوق بنیادین بشر است. همگی باید بتوانند از حق آموزش بهره‌مند شوند.
آزادی نقل و انتقال کتاب و نشریات نیز برای دسترسی همه به کتاب‌ها ضروری است. در این مورد، ترجمه، نقشی محوری در انتقال دانش به‌دست‌آمده از کتاب دارد. سیاست‌گذاری‌های بدیع انتشاراتی که پاسخگوی نیازها و خواسته‌های همه افراد بشر باشد نیز از ضروریات است.
در سایه ظهور اشکال جدیدی از کتاب، تغییر طراحی کتاب‌ها، و شیوه‌های متفاوت تولید و دسترسی به محتوای کتاب‌ها باید به خاطر داشت که در صورت رعایت‌نکردن حق مؤلف، هیچ توسعه‌ای در زمینه کتاب ممکن نخواهد بود. اهمیت این مسئله در زمانی که پدیده دیجیتالی‌شدن بیش از پیش، کتاب‌ها را در معرض استفاده غیرقانونی قرار داده‌است، بیشتر جلوه می‌نماید.
به منظور بزرگداشت پانزدهمین سالروز جهانی کتاب و حق مؤلف من از تمام شرکا، جوامع و شبکه‌های یونسکو دعوت می‌نمایم تا به کمک هم، فرهنگ رعایت و احترام به حق مؤلف را ترویج و تلاش کنند تا کتاب جایگاه واقعی خود را در حوزه‌های فرهنگی، آموزشی و اجتماعی به‌دست‌آورد.
کتاب‌ها، آثاری علمی و هنری‌اند و اندیشه‌های نو را ترویج می‌کنند. آن‌ها به گونه‌ای شگفت‌انگیز، زاینده تنوع خلاق‌اند، دانش جهانی تولید می‌کنند و گفتگوی میان فرهنگ‌ها را تسهیل می‌نمایند. کتاب‌ها ابزاری برای صلح‌اند.
امروز، ۲۳ آوریل ۲۰۱۰، بیایید با هم در سراسر جهان کتاب و همه مسائل مربوط به آن را تقدیر کنیم.